# コロムナ公
コロムナ公（ロシア語: Князь коломенский）はリャザン公国の分領公国だったコロムナ公国の君主の称号である（「公」はクニャージからの訳出による）。君主号・公国の名は、その首都だったコロムナによる。

## コロムナ公の一覧
- グレプ・スヴャトスラヴィチ - 在位：1179年[1]
- フセヴォロド・グレボヴィチ - 在位：1186年 - 1188年
- ロマン・イングヴァレヴィチ - 在位：1217年 - 1237年[2]
- ヴァシリー・ヴァシリエヴィチ - 在位：1433年4月 - 1433年9月